# Mekonnen Gebremedhin
Mekonnen Gebremedhin, född 11 oktober 1988, är en etiopisk friidrottare som tävlar i medeldistanslöpning.